# Andrea Gabrieli
Andrea Gabrieli (1532 vagy 1533 ?-1585) olasz reneszánsz zeneszerző és orgonista. Működésének köszönhetően terjed el a velencei iskola stílusa Itália szerte és német nyelvterületen.

## Élete és munkássága
Élet nagy részét homály fedi. Azt sem lehet tudni biztosan, hogy Velencében látta-e meg a napvilágot. Tanulmányait a Szent Márk-székesegyházban, mint Adrian Willaert tanítvány kezdte. 1550-ben valószínűleg Veronába utazott, ahol kapcsolatba került  Vincenzo Ruffo kórusmesterrel, aki 1554-ben kiadta az ifjú zenész néhány madrigálját. Andrea komponált pár művet a veronai Akadémia számára is. Ezután 1555-1557 között Cannaregio városában működött, mint orgonista.
1562-ben a Német-római Birodalom területére utazik. Többek között eljutott Frankfurtba és Münchenbe. Megismerkedett és igen jó kapcsolatba került a korszak legtöbbet foglalkoztatott zeneszerzőjével Orlande de Lassussal. Ez a kapcsolat mindkét mester számára meghatározó volt, kölcsönösen sokat tanultak egymástól. Andrea 1566-ban tért vissza Velencébe, miután beutazta Ausztriát, Csehországot, a Rajna-vidéket és Bajországot. Mindenhol koronás fők és híres nemesi családok vendégszeretetét élvezte. Itáliába visszatérve kinevezték a velencei Szent Márk-székesegyház első orgonistájává. 1585-ben bekövetkezett haláláig ezt a posztot töltötte be.
Gabrielli Palestrina előtt a reneszánsz zene legjelentősebb olasz mestere volt, akihez csak úgy áramlottak a tanítványok. Keze alól kerültek ki az Európa-szerte megjelenő korabeli madrigálkötetek legnépszerűbb itáliai gyűjteményei. Összesen 250 madrigált írt. Két kötet ötszólamú, két kötet hatszólamú és egy kötet háromszólamú művet még életében önálló kötetekben megjelentetett. További 3-10 szólamú darabjai más szerzőkkel közös gyűjteményekben jelentetett meg, de jelentős a halála után unokaöccse, Giovanni Gabrieli által kiadott darabok száma is. A szövegeket a kor népszerű költői írták (Petrarca, Tasso, Ariosto), a szonett és sestina megzenésítések esetében többrészes formákkal találkozhatunk. A szerző nagy hangsúlyt fektet a szövegek érthetőségére.
Ez különösen megmutatkozott a barokk irányába mutató, opera előfutároknak tekinthető, nagyszabású színpadi darabok iránti érdeklődésében. Alkalmi zenét szerzett Szophoklész Oedipus királyához, drámai kantátát készített a Lepantói győzelmet megünneplő ünnepségsorozatokra és III. Henrik francia király velencei látogatása alkalmából. Legnagyobb újítása az volt, hogy vokális műveit nagy számú hangszeres kísérettel támasztotta alá. Ő alkalmazta először a modern, mai értelemben vett hegedűt egyes darabjaiban.
Kialakítja az orgona prelúdium ősformájának számító "intonazione"-t, és a "ricercar" es "fantasia" műfajában is maradandót alkotott. Halála után megjelent műveit unokaöccse közös gyűjteményes kötetekben publikálta. Egyedül posztumusz orgona műveit jelentette meg Giovanni Gabrieli önálló kiadásként.

## Meghallgatható felvételek
Ricercar del Sesto Tuono

Probléma esetén lásd:Médiafájlok kezelése.